# Патрис Лумумба
Патрис Лумумба (Катакокомбе, 2. јул 1925 — Елизабетвил, 17. јануар 1961) био је први премијер независног ДР Конга 1960. године и оснивач Конгоанског националног покрета.
После војног удара 1960. године Лумумба је противуставно смењен и 1. децембра стављен у кућни притвор у Леоподвилу.
Стрељан је 17. јануара 1961. године уз прећутну подршку бивше белгијске колонијалне силе. Његово тело спаљено је у плитком гробу, ископано, пребачено 200 километара даље, поново закопано, ексхумирано, потом исечено на комаде и коначно растворено у киселини. Белгијски полицијски комесар Жерар Соте, који је надгледао и учествовао у уништењу његових посмртних остатака, узео је његов зуб, признао је касније. Говорио је и о другом зубу и два прста одстрањена са леша, али они никад нису пронађени.
После убиства Патриса Лумумбе у Београду су у знак протеста одржане велике демонстрације које су се претвориле у нереде. Заузета је и опљачкана Белгијска амбасада (јер се сматрало да су Белгијанци, као бивши колонисти, умешани у убиство Лумумбе).
После више од 60 година златни зуб Патриса Лумумбе враћен је породици у Конго где је похрањен 30. јуна 2022. године.
Један од студентских домова и једна улица у Београду, Нишу, Суботици, Врању, Смедереву и Зајечару по њему носи име. 
Патрис Лумумба је био ожењен и имао је петоро деце. Остао је симбол борбе афричких народа против колонијализма, веома слично Че Гевари.